# Ilias Kharalambus
Ilias Kharalambus (grec: Ηλίας Χαραλάμπους)  (East London, 25 de setembre de 1980) és un exfutbolista xipriota de la dècada de 2000.
Fou 64 cops internacional amb la selecció xipriota. Pel que fa a clubs, fou jugador, entre d'altres, de Omonia, PAOK Salònica FC, Karlsruher SC i AEK Làrnaca.
Des del 2017 és entrenador assistent a AEK Làrnaca.